# Делука, Энджел
Энджел Делука (англ. Angel DeLuca, род. 21 июля 1987, Лос-Анджелес, Калифорния) — американская порноактриса, лауреатка премии AVN Awards и BBW Awards.

## Биография
Родилась 21 июля 1987 года в Лос-Анджелесе. Имеет немецкие, ирландские, итальянские и японские корни. Дебютировала в порноиндустрии в 2012 году, в возрасте около 25 лет.
Снимается для таких студий, как Adam & Eve, Reality Kings, Wicked Pictures, Exquisite, сайтов plumperpass.com, pure-bbw.com, therealbunnydelacruz.com и др.
В 2017 году получила премию AVN Awards в номинации «лучшая BBW-исполнительница». В 2019 году выиграла BBW Awards в категории «лучшая лесбийская исполнительница».
На август 2019 года снялась более чем в 50 фильмах.

## Награды
| Год  | Награда    | Категория                         | Работа | Результат |
| ---- | ---------- | --------------------------------- | ------ | --------- |
| 2017 | AVN Awards | Лучшая BBW-исполнительница        | н/д    | Победа    |
| 2019 | BBW Awards | Лучшая лесбийская исполнительница | н/д    | Победа    |

## Избранная фильмография
- Jessica Drake's Guide to Wicked Sex: Plus Size (Wicked Pictures)
- Plus Size Pin Ups
- Hot And Heavy